# Banker

## Introdução
Banker além de significar "banqueiro" em inglês, representa uma nova variação advinda do termo Hacker, como tantas outras ramificações do termo; cracker (que usam o hacktivismo de maneira destrutiva e para o próprio interesse), phreaker (hacking em sistemas telefônicos), carder (voltado aos cartões de créditos), entre outros.
Os Banker são voltados ao roubo de informações bancárias, seja como programador dos trojans, seja como laranja, ou aliciador/integrante em quadrilhas. Estas informações são utilizadas para saques, compras, transferências indevidas da conta bancária das vítimas, e até mesmo para venda ou troca entre outros bankers.
Em 2006 o site Linha Defensiva registrou um aumento de 600% do número desse tipo de trojan que rouba dados. O site disponibiliza uma ferramenta gratuita para a remoção de bankers, o Bankerfix.
Link: http://www.linhadefensiva.org/bankerfix

## Criação
Este tipo de trojan é criado por programadores com conhecimento técnico. Um analista da  Karpersky, quando veio ao Brasil, disse que os crackers/bankers brasileiros, tem conhecimento técnico em programação , e esses trojans desenvolvidos aqui, não são complexos.
As linguagens de programação mais usadas para esse tipo de trojan criado por bankers, intitulado Keyllogers Bankers
```
-
Borland Delphi

-
Microsoft Visual Basic

-
Microsoft Visual Studio
 
C#
```

Esses são os compiladores usados.
Apelidados no mundo dos Bankers como "kl banker" os Trojans são espalhados em rede sociais ou em arquivos com nomes comuns em sites de upload de arquivos.
Esse tipo de trojan na Russia, são mais perigosos, mais difíceis de ser detectados.
O Brasil é o país líder de desenvolvimento deste tipo de vírus. Existem preços variados para se comprar tal vírus, que passam de R$1.000,00 (mil reais), dependerá muito dos bancos que o vírus estará espiando. Em certos casos, existem até locação de Trojans Bankers.
As contas capturadas, também são comercializadas na Internet.
Mas os bankers nem sempre usam trojans para esse tipo de ataque.
Usa-se muito a tecnica, Pharmming. Que é uma técnica de redirecionamento de sites originais de banco para cópias, paginas falsas.
A Policia Federal é a responsável pela prisão desse tipo de criminoso.
Já foram feitas várias operações, uma das mais famosas foi a Cavalo de Troia, que prendeu mais de 50 crackers em todo Brasil.

## Hacker ou Cracker?
Uma diferenciação que as pessoas do meio gostam de fazer é que hacker não é cracker, hacker usa seu conhecimento para o bem. O cracker invade contas para o mal, contas bancarias, invade computadores alheios, entre outros, visando apenas seu lucro.
Cuidado ao abrir emails enviados por bancos. Na maioria dos casos, os crackers conseguem enviar pra você um e-mail igual ao enviados pelos bancos.
Mas podem ser facilmente percebidos através de erros de português e gramática.